# Jakow Tkacz
Jakow Nikitowicz Tkacz (ros. Яков Никитович Ткач, ur. 1906, zm. 1941) – radziecki działacz partyjny, członek KC KP(b)U (1940-1941).
Od 1927 w WKP(b), od stycznia do marca 1939 I sekretarz Biura Organizacyjnego KC KP(b)U na obwód sumski, od 2 marca do 27 listopada 1939 I sekretarz Komitetu Obwodowego KP(b)U w Sumach, od 27 listopada 1939 do 1941 I sekretarz Komitetu Obwodowego KP(b)U w Drohobyczu (oderwanym od Polski i anektowanym przez ZSRR). Od 17 maja 1940 do śmierci członek KC KP(b)U. 7 lutego 1939 odznaczony Orderem Lenina.